# Nomineringar till Nordiska rådets litteraturpris från Island
Nomineringar till Nordiska rådets litteraturpris från Island utses av en bedömningskommitté om två personer före den 1 december varje år. Urvalet är verk utgivna för första gången under de senaste fyra åren. Nordiska rådets litteraturpris är ett årligt pris instiftat av Nordiska rådet som delas ut sedan 1962.

## Nominerade
Följande verk har företrätt Island i tävlan om Nordiska rådets litteraturpris:

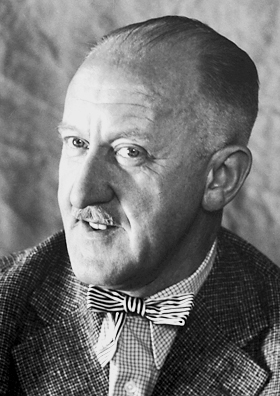
Halldór Laxness, nominerad 1962 och 1967

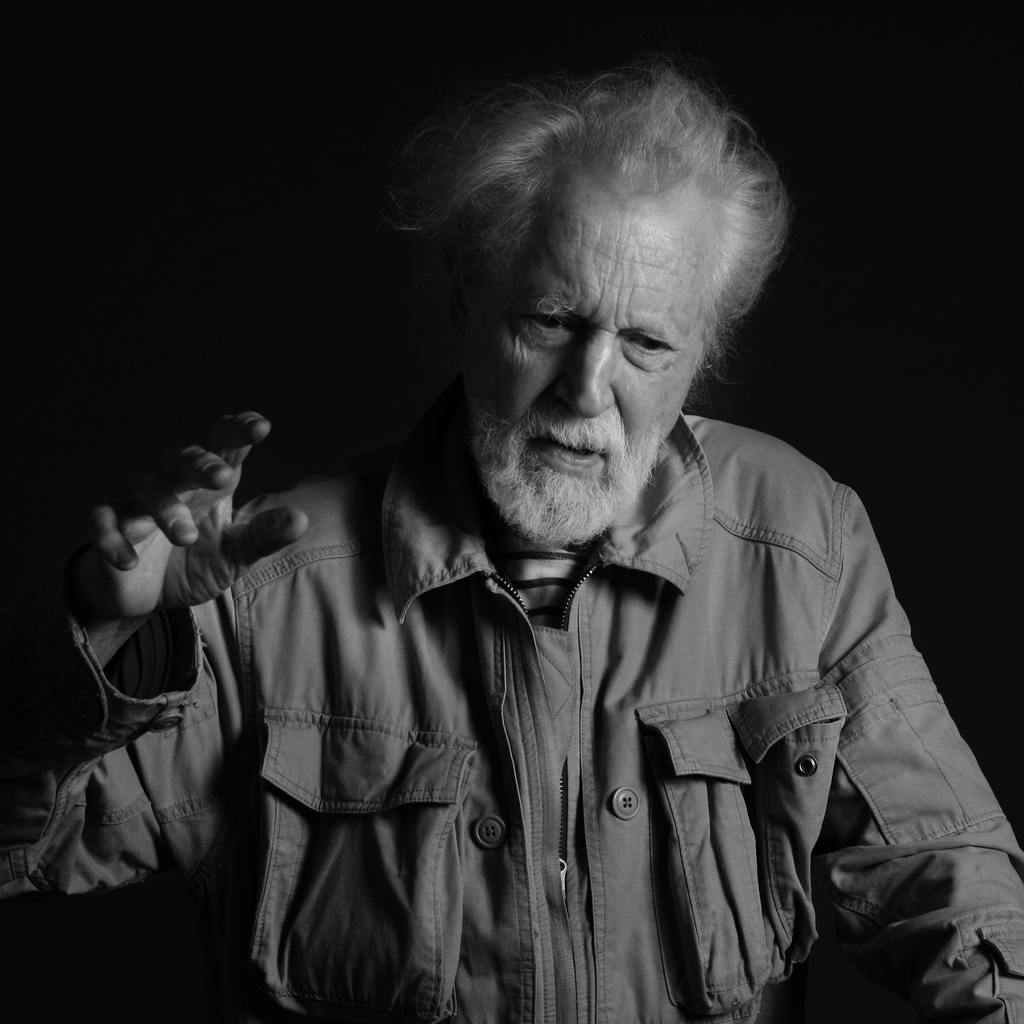
Thor Vilhjálmsson, vinnare 1988

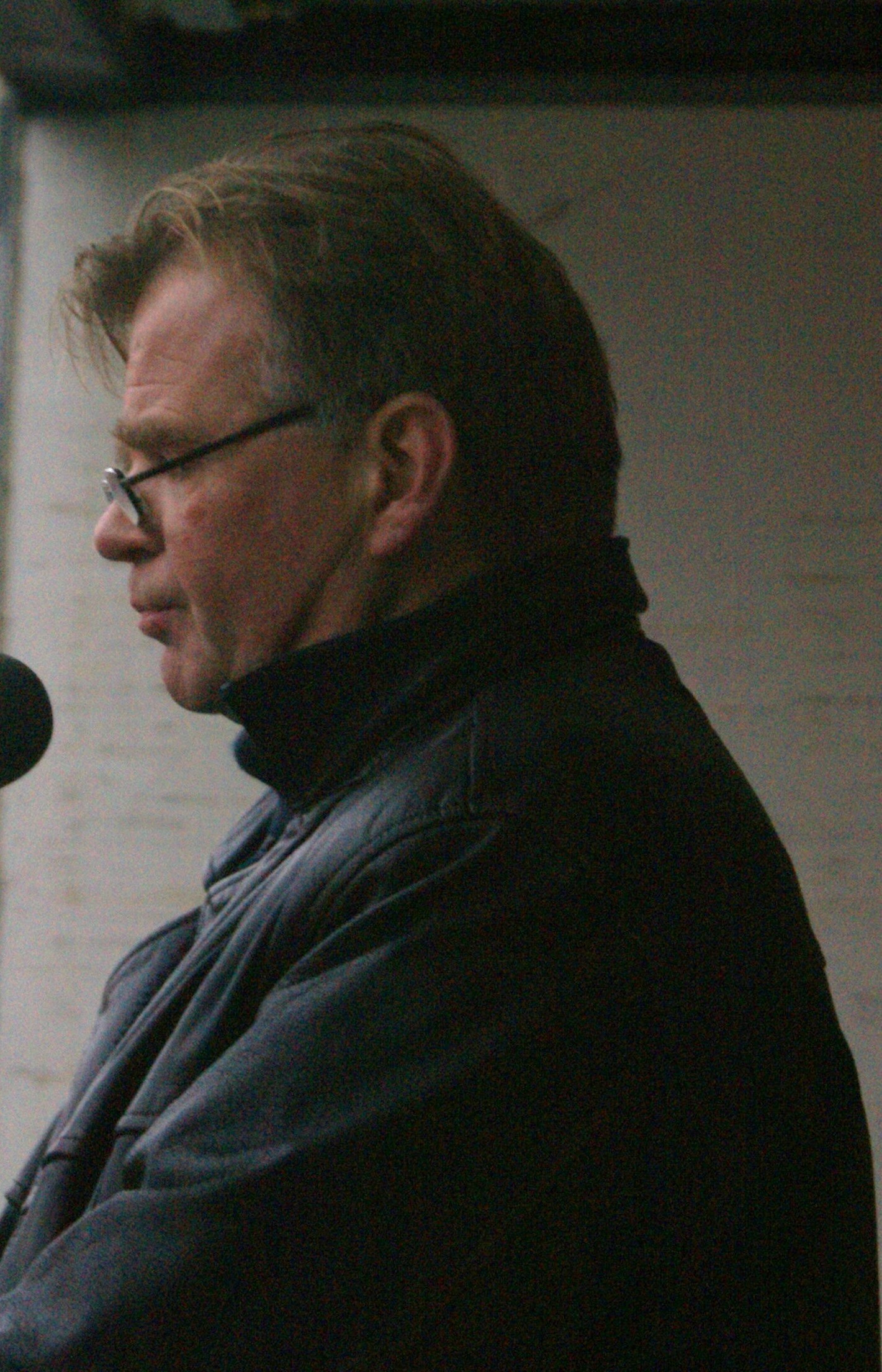
Einar Már Guðmundsson, vinnare 1995

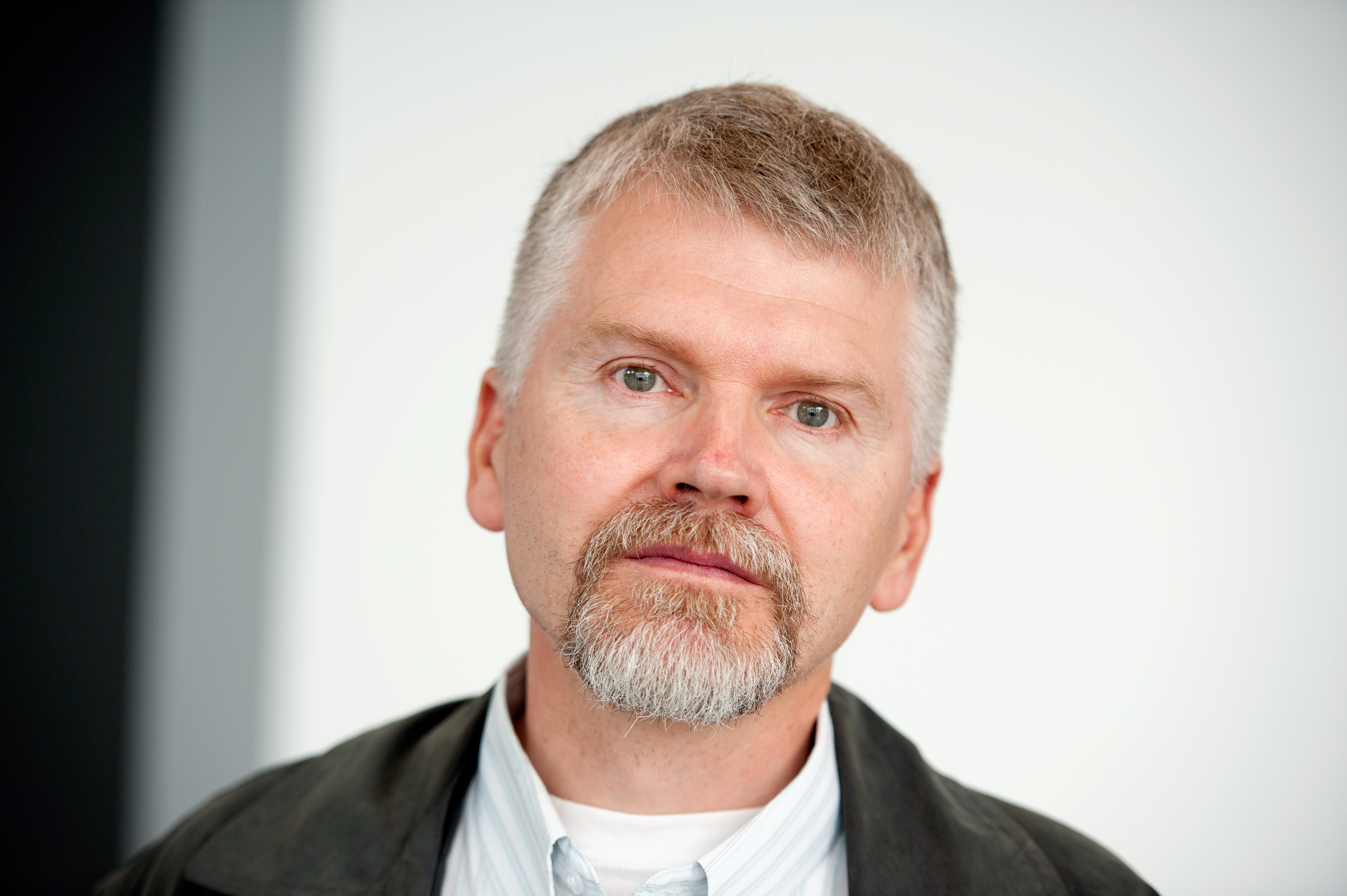
Gyrðir Elíasson, vinnare 2011

| * | Vinnare |
| År   | Författare                           | Svensk titel                                         | Ursprungstitel                                   | Typ      |
| ---- | ------------------------------------ | ---------------------------------------------------- | ------------------------------------------------ | -------- |
| 1962 | Halldór Laxness                      | Det återvunna paradiset                              | Paradísarheimt                                   |          |
| 1963 | Guðmundur Daníelsson                 | Svärdet och harpan                                   | Sonur minn Sinfjötli                             |          |
| 1964 | Hannes Pétursson                     | Stund og staðir                                      | Stund og staðir                                  |          |
| 1965 | Guðmundur Daníelsson                 | Huset                                                | Húsid                                            |          |
| 1965 | Indriði G. Þorsteinsson              | Land og synir                                        | Land og synir                                    |          |
| 1966 | Jóhannes úr Kötlum                   | Tregaslagur                                          | Tregaslagur                                      |          |
| 1967 | Halldór Laxness                      | Duvbanketten                                         | Dúfnaveislan                                     |          |
| 1967 | Jakobína Sigurðardóttir              | Dægurvísa                                            | Dægurvísa                                        |          |
| 1968 | Gréta Sigfúsdóttir                   | Bak við byrgða glugga                                | Bak við byrgða glugga                            |          |
| 1968 | Snorri Hjartarson                    | Lauf og stjörnur                                     | Lauf og stjörnur                                 |          |
| 1969 | Guðmundur Gíslason Hagalín           | Márus á Valshamri og meistari Jón                    | Márus á Valshamri og meistari Jón                |          |
| 1969 | Indriði G. Þorsteinsson              | Þjófur í paradís                                     | Þjófur í paradís                                 |          |
| 1970 | Hannes Pétursson                     | Innlönd                                              | Innlönd                                          |          |
| 1970 | Agnar Þórðason                       | Hjartað í borði                                      | Hjartað í borði                                  |          |
| 1971 | Svava Jakobsdóttir                   | Den inneboende                                       | Leigjandinn                                      |          |
| 1971 | Thor Vilhjálmsson                    | Fort, fort sa fågeln                                 | Fljótt, fljótt sagði fuglinn                     |          |
| 1972 | Þorsteinn frá Hamri                  | Historien om Himmelborg eller Skogsdröm              | Himinbjargarsaga eða Skógadraumur                |          |
| 1972 | Svava Jakobsdóttir                   | Den inneboende                                       | Leigjandinn                                      |          |
| 1973 | Jóhannes úr Kötlum                   | Ný og nið                                            | Ný og nið                                        |          |
| 1973 | Indriði G. Þorsteinsson              | Norðan við stríð                                     | Norðan við stríð                                 |          |
| 1974 | Jökull Jakobsson                     | Dómínó                                               | Dómínó                                           |          |
| 1974 | Vésteinn Lúðvíksson                  | Gunnar og Kjartan                                    | Gunnar og Kjartan                                |          |
| 1975 | Guðbergur Bergsson                   | Það sefur í djúpinu och Hermann og Dídí              | Það sefur í djúpinu och Hermann og Dídí          |          |
| 1975 | Þorgeir Þorgeirsson                  | Överheten                                            | Yfirvaldið                                       |          |
| 1976 | Jakobína Sigurðardóttir              | Levande vatten                                       | Lifandi vatnið                                   |          |
| 1976 | Ólafur Jóhann Sigurðsson             | Du minns en brunn*                                   | Að brunnum                                       | Dikter   |
| 1977 | Vésteinn Lúðvíksson                  | Johannas eftertankar                                 | Eftirþankar Jóhönnu                              |          |
| 1977 | Thor Vilhjálmsson                    | Fuglaskottís                                         | Fuglaskottís                                     |          |
| 1978 | Tryggvi Emilsson                     | Fattiga människor                                    | Fátækt fólk                                      |          |
| 1978 | Thor Vilhjálmsson                    | Månskära                                             | Mánasigð                                         |          |
| 1979 | Tryggvi Emilsson                     | Fattigfolk och Kampen om brödet                      | Fátækt fólk och Baráttan um brauðið              |          |
| 1979 | Þorsteinn frá Hamri                  | Tystnadens svärd                                     | Fiðrið úr sæng Daladrottningar                   |          |
| 1980 | Ása Sólveig                          | Stefanisas privata angelägenheter                    | Einkamál Stefaníu                                |          |
| 1980 | Ólafur Haukur Símonarson             | Vatn á myllu kölska                                  | Vatn á myllu kölska                              |          |
| 1981 | Snorri Hjartarson                    | Höstmörkret över mig*                                | Hauströkkrið yfir mér                            | Dikter   |
| 1981 | Sigurður A. Magnússon                | Under frostestjernen                                 | Undir kalstjörnu                                 |          |
| 1982 | Hannes Pétursson                     | Hemvist vid havet                                    | Heimkynni við sjó                                |          |
| 1982 | Guðbergur Bergsson                   | Berättelsen om Ari Fródason och hans hustru Hugborg  | Sagan af Ara Fróðasyni og Hugborgu konu hans     |          |
| 1983 | Matthías Jóhannessen                 | Vacklande väderlek                                   | Tveggja bakka veður                              |          |
| 1983 | Ingólfur Margeirsson                 | Livsbejakelse                                        | Lífsjátning                                      |          |
| 1984 | Svava Jakobsdóttir                   | Gefið hvort öðru                                     | Gefið hvort öðru...                              |          |
| 1984 | Þorsteinn frá Hamri                  | Spjutstick mot spegeln                               | Spjótalög á spegil                               |          |
| 1985 | Hannes Pétursson                     | 36 ljóð                                              | 36 ljóð                                          |          |
| 1985 | Kristján Karlsson                    | New York                                             | New York                                         |          |
| 1986 | Vésteinn Lúðvíksson                  | Maður og haf                                         | Maður og haf                                     |          |
| 1986 | Jón úr Vör                           | Gott är att leva                                     | Gott er að lifa                                  |          |
| 1987 | Pétur Gunnarsson                     | Sagan öll                                            | Sagan öll                                        |          |
| 1987 | Einar Kárason                        | Guldön                                               | Gulleyjan                                        |          |
| 1988 | Steinunn Sigurðardóttir              | Tidsspillan                                          | Tímaþjófurinn                                    |          |
| 1988 | Thor Vilhjálmsson                    | Gråmossan glöder*                                    | Grámosinn glóir                                  | Roman    |
| 1989 | Stefán Hörður Grímsson               | Samband                                              | Tengsl                                           |          |
| 1989 | Birgir Sigurðsson                    | En dag av hopp                                       | Dagur vonar                                      |          |
| 1990 | Svava Jakobsdóttir                   | Gunnlöds saga                                        | Gunnlaðar saga                                   |          |
| 1990 | Matthías Jóhannessen                 | Dagur af degi                                        | Dagur af degi                                    |          |
| 1991 | Álfrún Gunnlaugsdóttir               | Irrfärd                                              | Hringsól                                         |          |
| 1991 | Gyrðir Elíasson                      | Pappersbåtsregnet                                    | Bréfbátarigningin                                |          |
| 1992 | Þorsteinn frá Hamri                  | Tills vidare stilla snöfall                          | Vatns götur og blóðs                             |          |
| 1992 | Fríða Á. Sigurðardóttir              | Medan natten lider*                                  | Meðan nóttin líður                               | Roman    |
| 1993 | Guðbergur Bergsson                   | Svanen                                               | Svanurinn                                        |          |
| 1993 | Ingibjörg Haraldsdóttir              | Nú eru aðrir tímar                                   | Nú eru aðrir tímar                               |          |
| 1994 | Vigdís Grímsdóttir                   | Flickan i skogen                                     | Stúlkan í skóginum                               |          |
| 1994 | Sigurður Pálsson                     | Dikten tog makten                                    | Ljóð námu völd                                   |          |
| 1995 | Einar Már Guðmundsson                | Universums änglar*                                   | Englar alheimsins                                | Roman    |
| 1995 | Álfrún Gunnlaugsdóttir               | Samtal i enrum                                       | Hvatt að rúnum                                   |          |
| 1996 | Vigdís Grímsdóttir                   | Grandavägen 7                                        | Grandavegur 7                                    |          |
| 1996 | Einar Kárason                        | Dumma mäns goda råd) och Kvicksilver                 | Heimskra manna rád och Kvikasilfur               |          |
| 1997 | Hannes Sigfússon                     | Karelska näset                                       | Kyrjálaeiði                                      |          |
| 1997 | Steinunn Sigurðardóttir (författare) | Hjärttrakten                                         | Hjartastaður                                     |          |
| 1998 | Árni Bergmann                        | Þorvaldur den vittfarne                              | Þorvaldur víðförli                               |          |
| 1998 | Matthías Jóhannessen                 | Dina sjöar och din vinge                             | Vötn þín og vængur                               |          |
| 1999 | Hallgrímur Helgason                  | 101 Reykjavik                                        | 101 Reykjavík                                    |          |
| 1999 | Þórarinn Eldjárn                     | Brotahöfuð                                           | Brotahöfuð                                       |          |
| 2000 | Guðbergur Bergsson                   | Far och mor och barndomens magi                      | Faðir og móðir og dulmagn                        |          |
| 2000 | Kristín Ómarsdóttir                  | Älskling, jag dör                                    | Elskan mín ég dey                                |          |
| 2001 | Þórunn Valdimarsdóttir               | Flickan med fingret                                  | Stúlka með fingur                                |          |
| 2001 | Jón Kalman Stefánsson                | Sommaren bakom Backen                                | Sumarið bakvið Brekkuna                          |          |
| 2002 | Mikael Torfason                      | Världens dummaste pappa                              | Heimsins heimskasti pabbi                        |          |
| 2002 | Gyrðir Elíasson                      | Gula húsið                                           | Gula húsið                                       |          |
| 2003 | Álfrún Gunnlaugsdóttir               | Över Ebrofloden                                      | Yfir Ebrófljótið                                 | Roman    |
| 2003 | Jóhann Hjálmarsson                   | Tystnaderna                                          | Hljóðleikar                                      | Dikter   |
| 2004 | Ingibjörg Haraldsdóttir              | Vart det än bär                                      | Hvar sem ég verð                                 | Dikter   |
| 2004 | Jón Kalman Stefánsson                | Lite av varje om jättetallar och tid                 | Ýmislegt um risafurur og tímann                  | Roman    |
| 2005 | Einar Kárason                        | Storm                                                | Stormur                                          | Roman    |
| 2005 | Sjón                                 | Skugga-Baldur*                                       | Skugga-Baldur                                    | Roman    |
| 2006 | Auður Jónsdóttir                     | Folket i källaren                                    | Fólkið i kjallaranum                             | Roman    |
| 2006 | Kristín Marja Baldursdóttir          | Karitas, utan titel                                  | Karitas, án titils                               | Roman    |
| 2007 | Hallgrímur Helgason                  | Stormland                                            | Rokland                                          | Roman    |
| 2007 | Jón Kalman Stefánsson                | Sommarljus, och sen kommer natten                    | Sumarljós, og svo kemur nóttin                   | Roman    |
| 2008 | Bragi Ólafsson                       | Sendiherrann                                         | Sendiherrann                                     | Roman    |
| 2008 | Kristín Steinsdóttir                 | Sin egen väg                                         | Á eigin vegum                                    | Roman    |
| 2009 | Auður Ava Ólafsdóttir                | Rosa Candida                                         | Afleggjarinn                                     | Roman    |
| 2009 | Sigurbjörg Þrastardóttir             | Blysfarir                                            | Blysfarir                                        | Dikter   |
| 2010 | Einar Kárason                        | Ofsi                                                 | Ofsi                                             | Roman    |
| 2010 | Steinar Bragi                        | Kvinnor                                              | Konur                                            | Roman    |
| 2011 | Gyrðir Elíasson                      | Bland träden*                                        | Milli trjánna                                    | Noveller |
| 2011 | Ísak Harðarson                       | Stiger upp om natten                                 | Rennur upp um nótt                               | Dikter   |
| 2012 | Bergsveinn Birgisson                 | Svar við bréfi Helgu                                 | Svar við bréfi Helgu                             | Roman    |
| 2012 | Gerður Kristný                       | Blodhov                                              | Blóðhófnir                                       | Dikt     |
| 2013 | Hallgrímur Helgason                  | Konan við 1000º                                      | Konan við 1000º                                  | Roman    |
| 2013 | Guðmundur Andri Thorsson             | Valeyrarvalsinn                                      | Valeyrarvalsinn                                  | Noveller |
| 2014 | Auður Jónsdóttir                     | Ósjálfrátt                                           | Ósjálfrátt                                       | Roman    |
| 2014 | Eiríkur Örn Norðdahl                 | Ondska                                               | Illska                                           | Roman    |
| 2015 | Jón Kalman Stefánsson                | Fiskarna har inga fötter                             | Fiskarnir hafa enga fætur                        | Roman    |
| 2015 | Þorsteinn frá Hamri                  | Jättegrytor                                          | Skessukatlar                                     | Dikter   |
| 2016 | Elísabet Kristín Jökulsdóttir        | Kärleken – ett nervvrak. Ingen dans vid Fiskarstenen | Ástin ein taugahrúga: enginn dans við Ufsaklett  | Dikter   |
| 2016 | Guðbergur Bergsson                   | Tre män återvände                                    | Þrír sneru aftur                                 | Roman    |
| 2017 | Linda Vilhjálmsdóttir                | Frelsi                                               | Frelsi                                           | Dikter   |
| 2017 | Guðmundur Andri Thorsson             | Og svo tjöllum við okkur í rallið: bókin um Thor     | Og svo tjöllum við okkur í rallið: bókin um Thor | Porträtt |
| 2018 | Auður Ava Ólafsdóttir                | Ärr                                                  | Ör                                               | Roman    |
| 2018 | Sigurður Pálsson                     | Ljóð muna rödd                                       | Ljóð muna rödd                                   | Dikter   |
| 2019 | Kristín Eiríksdóttir                 | Elín, diverse                                        | Elín, ýmislegt                                   | Roman    |
| 2019 | Kristín Ómarsdóttir                  |                                                      | Kóngulær í sýningargluggum                       | Dikter   |
| 2020 | Bergsveinn Birgisson                 |                                                      | Lifandilífslækur                                 | Roman    |
| 2020 | Fríða Ísberg                         |                                                      | Kláði                                            | Noveller |
| 2021 | Andri Snær Magnason                  | Om tiden och vattnet                                 | Um tímann og vatnið                              | Roman    |
| 2021 | Guðrún Eva Mínervudóttir             | Överlevnadsmetoder                                   | Aðferðir til að lifa af                          | Roman    |
| 2022 | Steinar Bragi                        |                                                      | Truflunin                                        | Roman    |
| 2022 | Elísabet Jökulsdóttir                | Den kalla aprilsolen                                 | Aprílsólarkuldi                                  | Roman    |